# Gabriel Sauberzweig-Schmidt
Gabriel Sauberzweig-Schmidt (* 19. Juli 1859 in Amaliënstein, Südafrika; † 14. Mai 1906 in Hongkong, China) war ein deutscher Pfarrer, Missionsinspektor und theologischer Lehrer bei der Berliner Missionsgesellschaft.

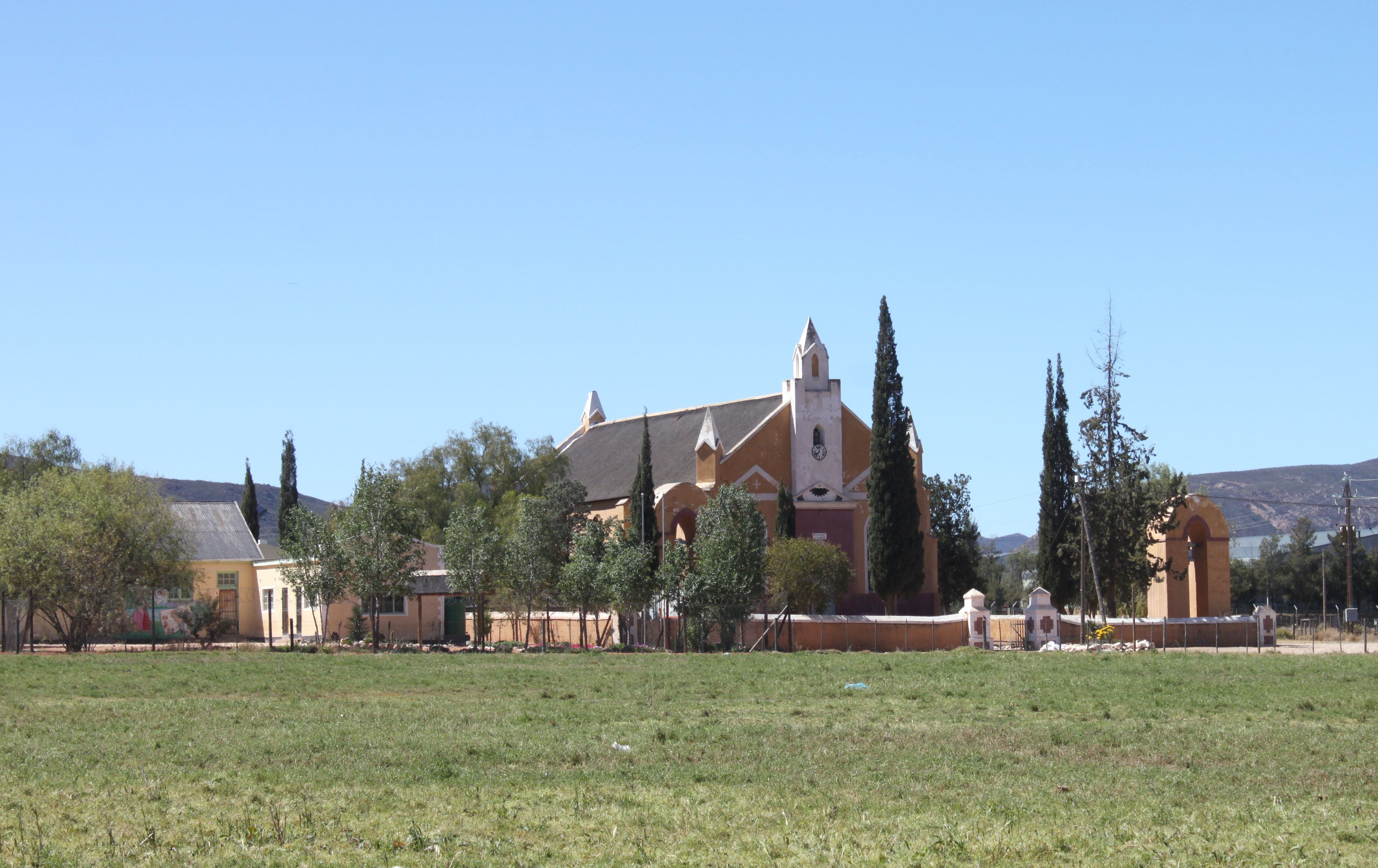
Die Wirkungsstätte seines Vaters

## Familie

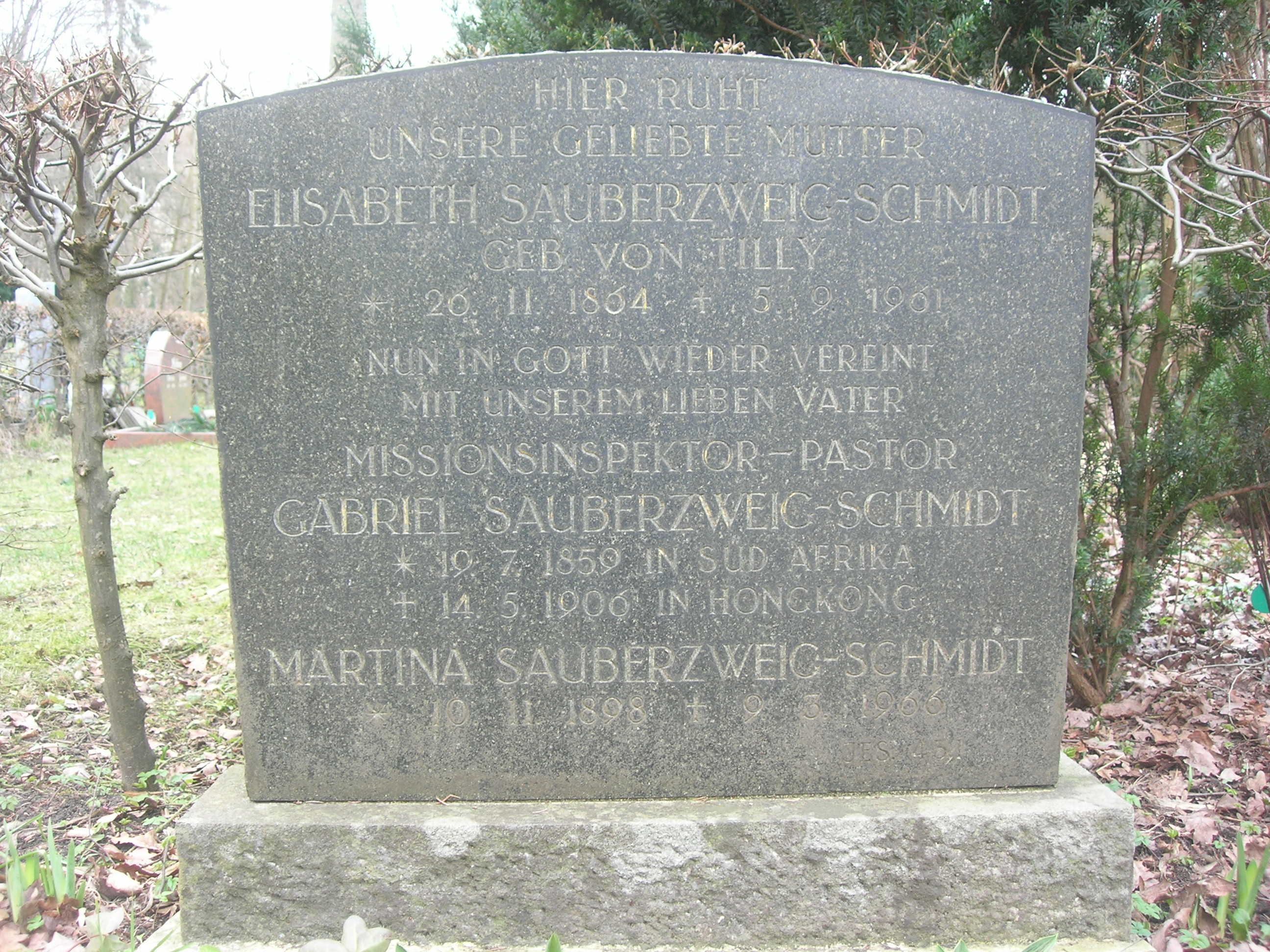
Grabstein mit Gedenken an Gabriel Sauberzweig-Schmidt

Gabriel Sauberzweig-Schmidt war das dritte von zwölf Kindern (von denen drei jung verstarben) des Missionssuperintendenten der Kapsynode Ferdinand August Schmidt (* 4. November 1821 in Berlin; † 25. Oktober 1904 in Worcester, Südafrika) und seiner Ehefrau Maria Elisabeth Sauberzweig (* 14. Dezember 1835 in Arnswalde, Preußen; † 8. Februar 1917 in Worcester, Südafrika). Gabriel war verheiratet mit Elisabeth Sauberzweig-Schmidt, geb. von Tilly (* 26. November 1864; † 5. September 1961). Aus der Ehe gingen zwei Töchter hervor: Agathe Anthes, geb. Sauberzweig-Schmidt (* 3. Juni 1888; † 17. März 1976) sowie Martina Sauberzweig-Schmidt (* 10. November 1898; † 9. März 1966). In Berlin erinnert an ihn sein Name auf dem Grabstein (siehe Foto) seiner Witwe Elisabeth Sauberzweig-Schmidt geb. von Tilly auf dem Friedhof Steglitz in Berlin, Bergstraße, (D-V-ERB-449).

## Beruflicher Werdegang
Sauberzweig-Schmidt verließ Südafrika in jungen Jahren. Seine Schulausbildung erfolgte in Deutschland, wonach er Theologie in Leipzig und am Missionsseminar der Berliner Missionsgesellschaft in Berlin studierte. Er wurde 1884 zum Pfarrer ordiniert und verwaltete zunächst eine Pfarrstelle in Zaatzke bei Wittstock in der Prignitz.
1897 trat er in die Dienste der Berliner Missionsgesellschaft ein und wurde Nachfolger von Missionsinspektor Eduard Kratzenstein. Gleichzeitig lehrte er die Fächer Altes Testament und Hebräisch am Missionsseminar der Berliner Missionsgesellschaft. In dieser Eigenschaft veröffentlichte er 1903 eine Schulgrammatik sowie ein Lehrbuch der Hebräischen Sprache. 1903 korrespondierte er mit der Rheinischen Mission bezüglich der Ordination farbiger Helfer und der Bildung einer gemeinsamen Lehrerbildungsanstalt der Berliner und der Rheinischen Mission. Seine Studien zum Aethiopismus – Die kirchliche Selbständigkeitsbewegung unter den Eingeborenen Südafrikas wurden 1904 veröffentlicht. 1903 brach Sauberzweig-Schmidt zu einer langen Inspektionsreise der Missionsgebiete der Berliner Missionsgesellschaft in Südafrika und China auf, von der er allerdings nicht zurückkehren sollte.
Nach kurzen Aufenthalten in den Missionsgebieten in Südafrika und Usaramo (Deutsch-Ostafrika) landete er im Herbst 1904 in China zur Visitation der Missionsstationen in der südchinesischen Küstenprovinz Guangdong, bis in das von Deutschland besetzte Pachtgebiet Kiautschou [Jiaozhou] sowie zur Insel Hainan. Seine Berichte an das Komitee in Berlin resultierten in der späteren Konzentration der Chinaarbeit auf Tsingtau, Tsimo und Kiautschou. Beim Besuch in Tsingtao wurde Sauberzweig-Schmidt am 15. November 1905 Taufpate von Adolph Ernst Kunze, Sohn des dortigen Missionars Adolph Kunze. Überanstrengung und Vorerkrankungen führten zu seinem plötzlichen Tod auf der Abschlusskonferenz in Hongkong 1906. Sauberzweig-Schmidt wurde auf dem christlichen Friedhof in Hongkong begraben.
In Berlin erinnert an ihn sein Name auf dem Grabstein seiner Witwe und der Tochter Martina auf dem Friedhof Steglitz in Berlin, Bergstraße (D-V-ERB-449).